# Rencontres musicales africaines 2023
Les Rencontres musicales africaines 2023 (REMA 6) se sont tenues à Ouagadougou au Burkina Faso, du 19 au 21 octobre 2023. Sous le patronage du ministre de communication de la culture et des arts Jean Emmanuel Ouedraogo, cette 6e édition a pour  thème : "Diversité artistique et découvrabilité au cœur de la création musicale". Elle a réuni durant 3 jours plusieurs artistes africains et des acteurs influents de l'industrie musicale venant d'une vingtaine de pays. Les réflexions ont essentiellement porté sur la visibilité des artistes et leurs œuvres ainsi que l'économie de la musique africaine.

## Contexte
Cette 6e édition se tient dans un contexte sécuritaire particulièrement délicat. Selon les organisateurs, la rencontre est placée sous le signe de la résilience et de la paix au Burkina Faso, en témoignent les diverses articulations de l'évènement,. Les Rema 6  sont considérées comme l'édition de la maturité, eu égard à l'expérience capitalisée des 5 précédentes éditions et à la situation du pays. Rema 2023, c'est aussi  21 pays, 03 panels, 09 showcases, un grand concert, des 04 workshop  et plusieurs autres activités réparties sur 08 sites,,. Le choix du thème  "Diversité artistique et découvrabilité au cœur de la création musicale" part du constat que des artistes talentueux peinent à se faire connaitre, parce que leur art n'est pas diffusé dans les médias et sur certaines plateformes.
Le budget de l'évènement est estimé à plus de 200 millions FCFA selon les organisateurs.

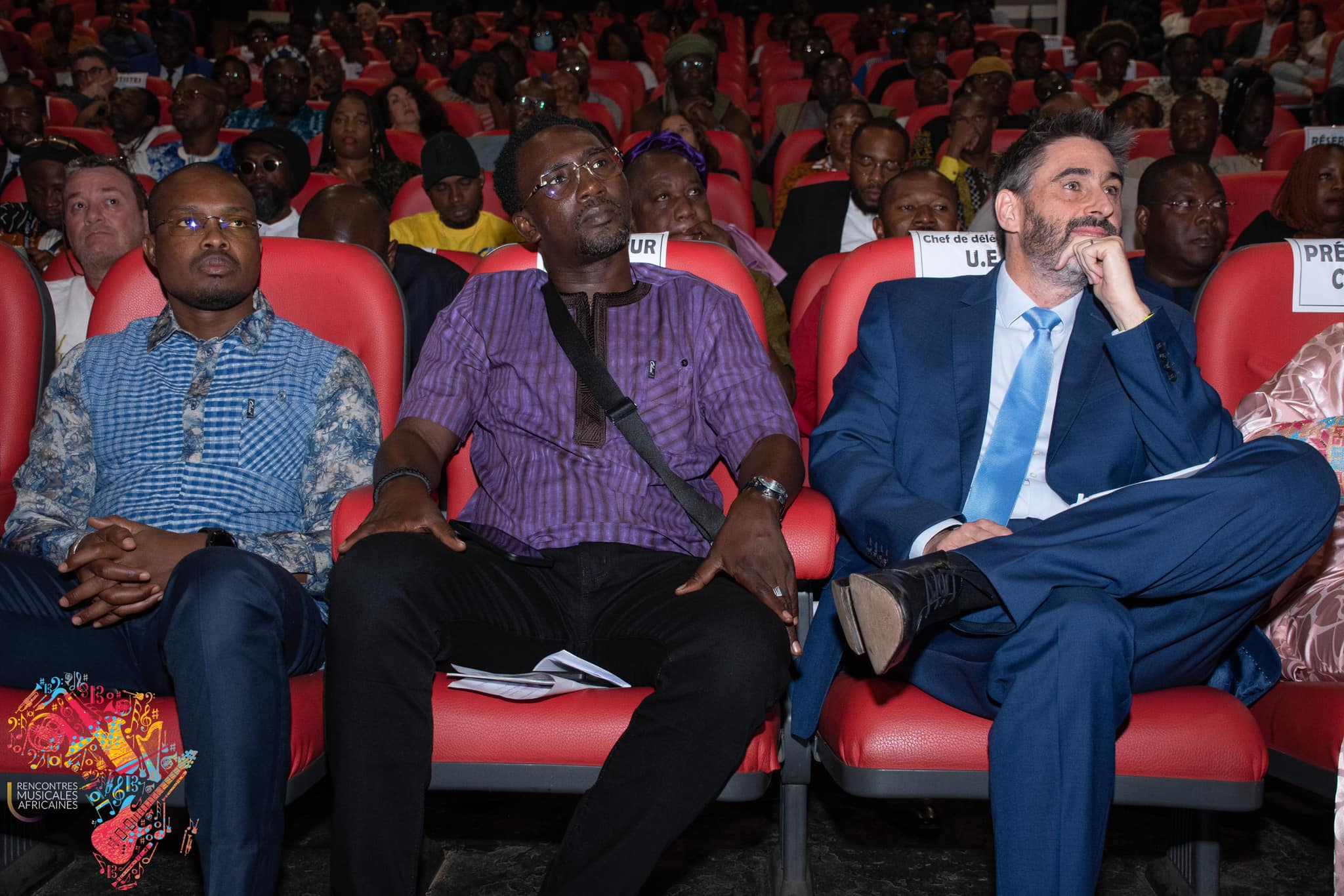
Cérémonie d'ouverture REMA 2023

### Cérémonie d'ouverture
La cérémonie d'ouverture s'est tenue le 19 octobre 2023 au canal Olympia Yennenga de Ouagadougou en présence du ministre de la communication Jean Emmanuel Ouédraogo, des diplomates et d'autres personnalités publique comme privées. Cette cérémonie a été ponctuée part une prestation live de l'artiste camerounais Blik Bassy.

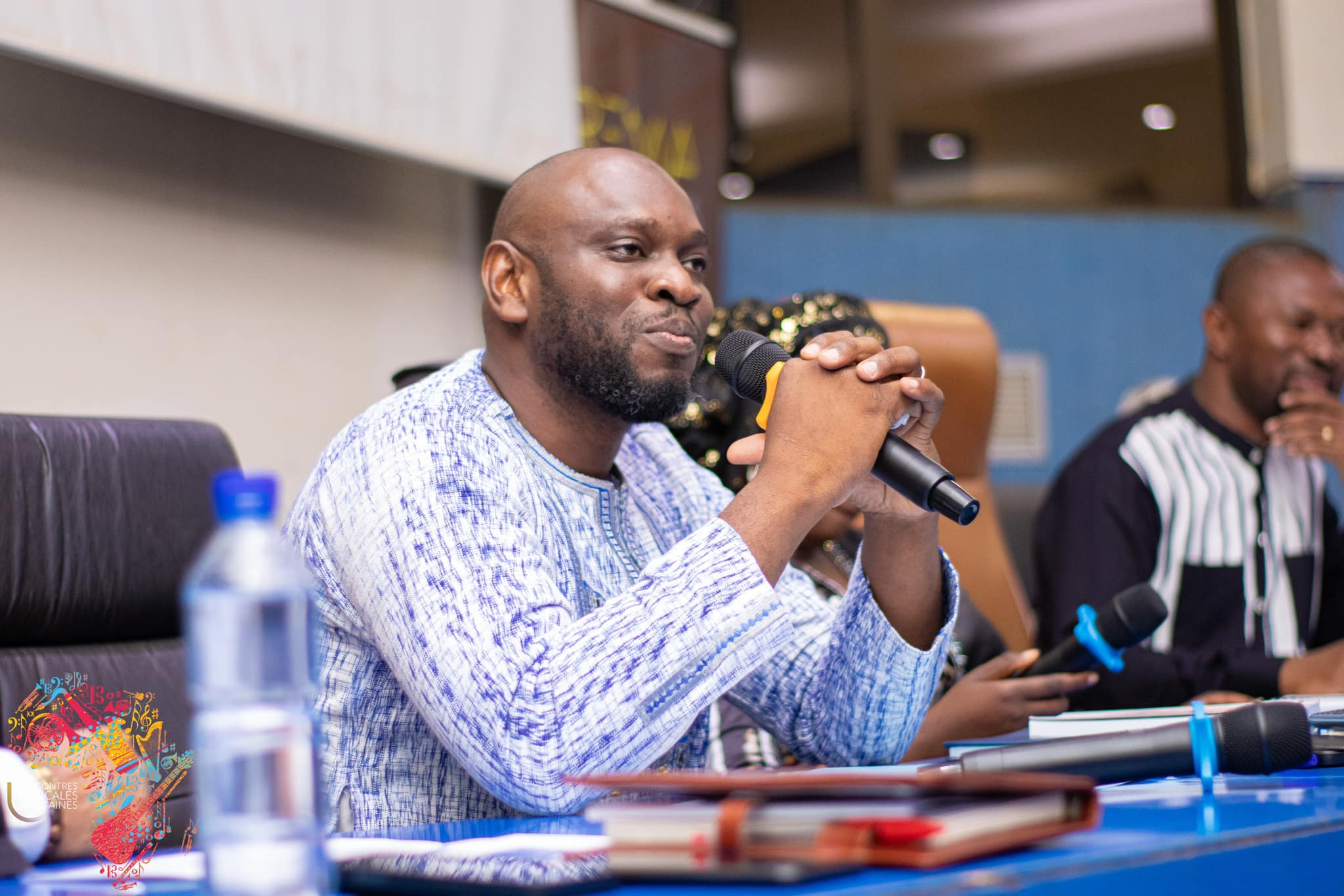
Rema 2023 / Panel: musique et cohésion sociale

### Panels
4 panels ont meublé cette édition. Des experts venus d'Afrique et d'ailleurs ont partagé leur expérience avec des artistes et autres acteurs de l'industrie musicale africaine. Il s'agit de :
- 18 octobre 2023 : "la puissance de la musique pour la cohésion sociale et le vivre-ensemble "
- 21 octobre : "enjeux de l'accès aux données d'usage(optimisation, classement production de contenu)"[9]

### Workshop
4 séances de formation sont initiées à l'endroit des professionnelles de la musique. Ces workshop ont porté sur : le Community Management, la data analyse, le beat making, la rédaction en ligne et podcaster production.

## Innovations
En terme d'innovation des Rema 6, on peut citer  l'octroi du "prix  jeune talent" d'une valeur de 1000 dollars par l'ambassade du Brésil au Burkina Faso. Les «REMA-Expo», espace de partenariat entre maisons de disques, artistes, managers, producteurs et organisateurs de spectacles est également une nouveauté. Pour la première fois le comité d’organisation intègre le volet bénévoles pour impliquer davantage de jeunes burkinabè.

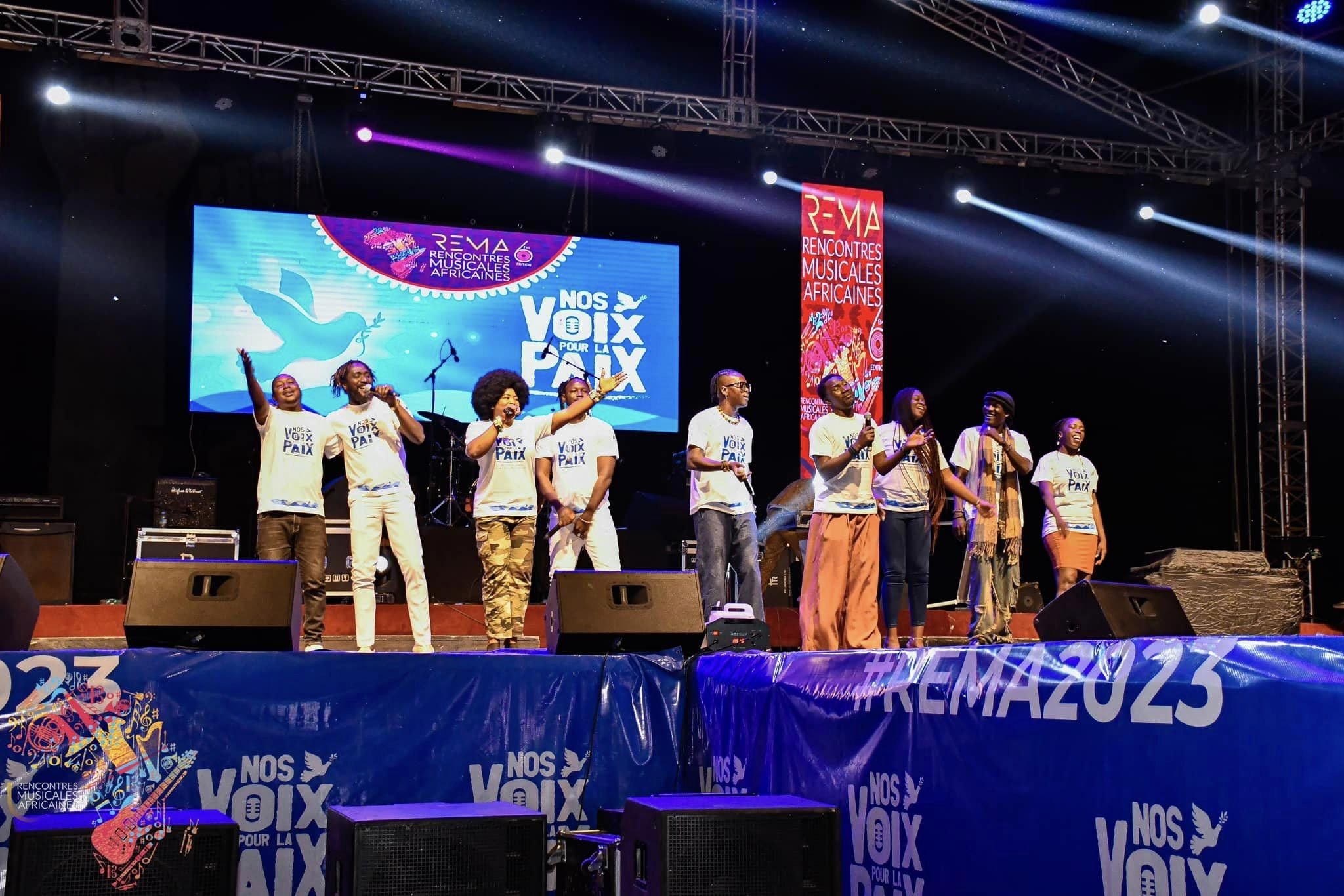
Concert de clôture avec le Collectif Nos voix pour la Paix"

### Nos voix pour la paix
«Nos voix pour la paix»  débuté le 10 octobre 2023, est un projet, porté par la Cour du Naaba, qui a été lancé parallèlement aux Rema 6 avec le soutien financier de l'Union Européenne. Il s'agit d'un collectif d'artistes burkinabés rassemblés pour une croisade en faveur de la paix. Le collectif à fait la première partie du grand concert. Il s'est ensuivi une caravane dans huit villes du pays Le groupe est composé de : Alif Naaba, Floby, Amzy, Kawayoto, Fleur, Flora Paré, ATT et Sissao, Sydyr.

## Programmation artistique

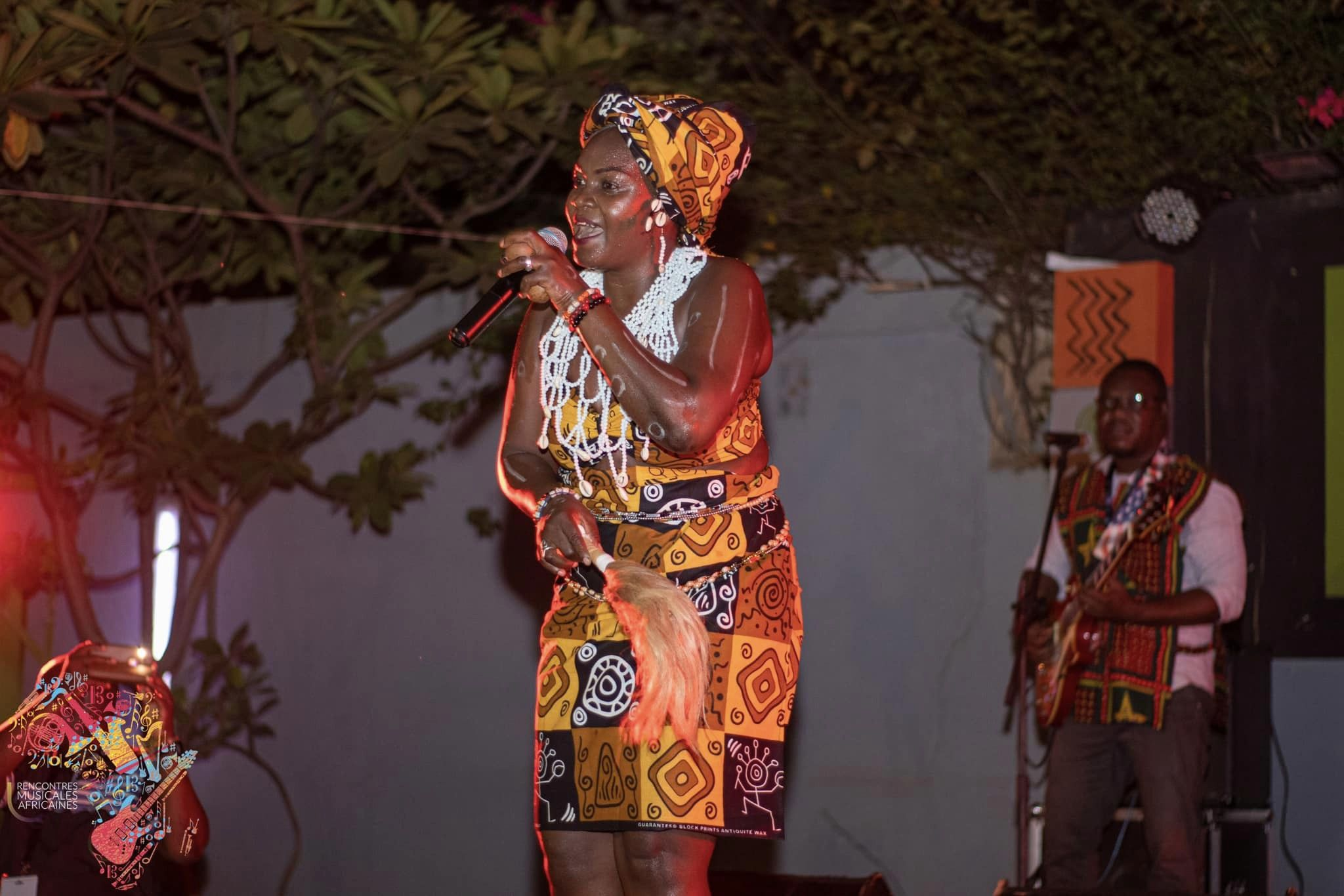
Showcase Rema 2023

### Les  showcases
Sur plus de 300 candidatures soumises, seulement 09 artistes ont été retenus dont 03 burkinabè.

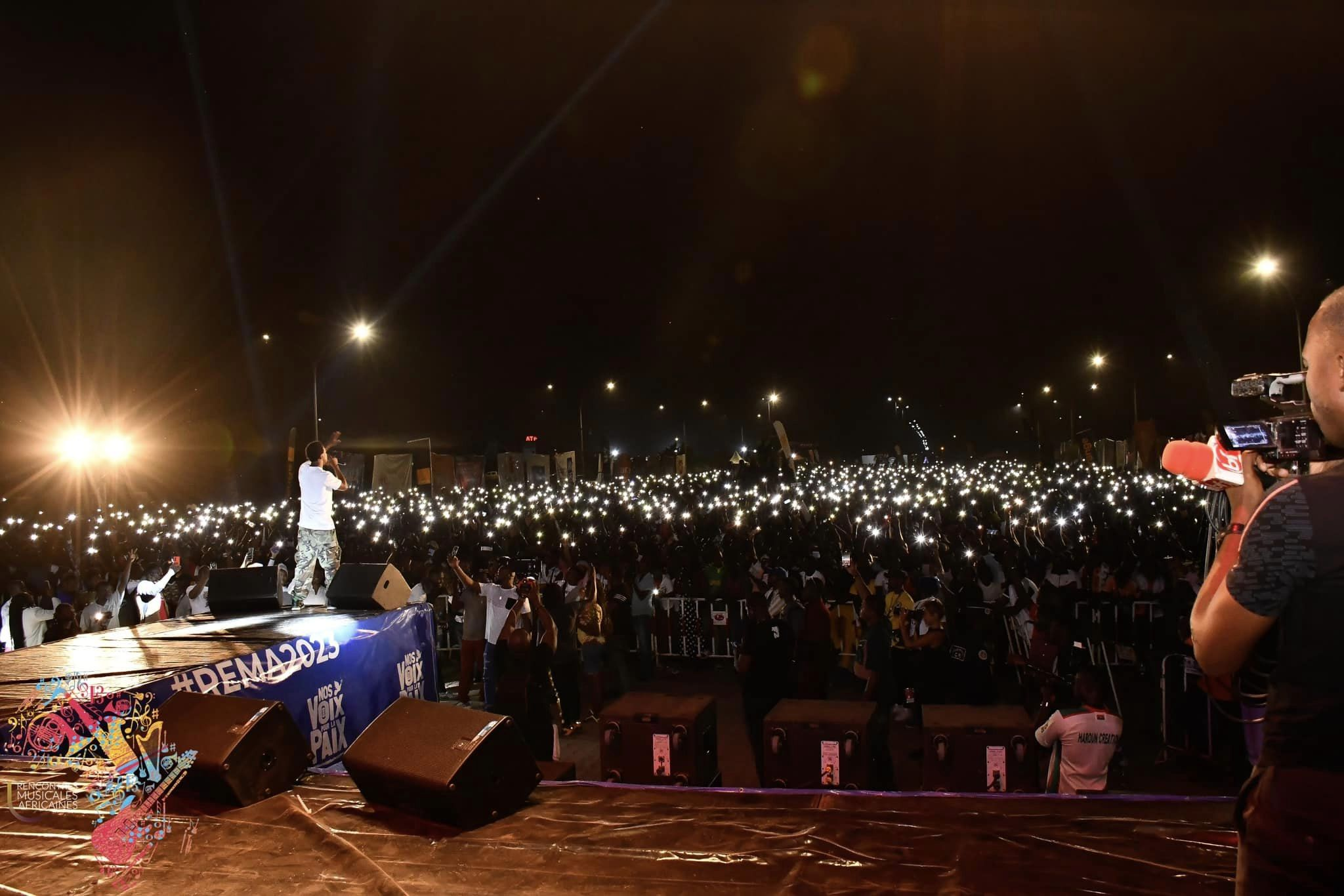
Grand concert Rema 2023

| Artistes showcase | Pays de provenance |
| ----------------- | ------------------ |
| Moise Ouattara    | Burkina Faso       |
| Nile Dawnta       | Kenya              |
| Alrich            | Burkina Faso       |
| Mounpoubeyi       | Cameroun           |
| Somissou          | Bénin              |
| Kaira Band        | Burkina Faso       |
| Jean Louis M’be   | Cameroun           |
| Monia             | Togo Burkina Faso  |

### Le grand concert
Le grand concert est l'apothéose des Rema. Dix artistes ont presté au  rond-point des martyrs (monument au héros nationaux) Ouaga 2000 devant près de 15000 personnes.
| Artistes                          | Pays de provenance                      |
| --------------------------------- | --------------------------------------- |
| Youssoupha                        | République démocratique du Congo France |
| Smarty                            | Burkina Faso                            |
| Floby                             | Burkina Faso                            |
| Ayanne                            | Côte d'Ivoire                           |
| Safarel Obiang                    | Côte d'Ivoire                           |
| Awa Sissao                        | Burkina Faso                            |
| Kayawoto                          | Burkina Faso                            |
| Flora Paré                        | Burkina Faso                            |
| Sadio Koda                        | Burkina Faso                            |
| Collectif "nos voix pour la paix" | Burkina Faso                            |

## Partenariats
Les Rema bénéficient du soutien de plusieurs structures culturelles, étatiques et diplomatiques. La 6e édition s'est tenue grâce à l'accompagnement de l'ambassade des États-Unis au Burkina, du PNUD pour la tenue des panels, de l’ambassade du Brésil, qui a offert le « prix jeune talent » d'une valeur de 1000 dollars, de l’Union européenne qui a financé la tournée nationale d'un collectif d'artiste nommé « Nos Voix pour la paix » et de Goethe Institut qui a abrité la soirée Rema welcome night et les showcases,.